# Gnaphalopoda varians
Gnaphalopoda varians is een keversoort uit de familie bladsprietkevers (Scarabaeidae). De wetenschappelijke naam van de soort is voor het eerst geldig gepubliceerd in 1860 door Reiche.